# آلن کار (نویسنده)
آلن جان کار (به انگلیسی: Allen John Carr) (۲ سپتامبر ۱۹۳۴ - ۲۹ نوامبر ۲۰۰۶) نویسندهٔ بریتانیایی کتاب‌هایی در مورد ترک سیگار و سایر وابستگی‌های روانی از جمله اعتیاد به الکل بود. او شاخص‌ترین چهره در زمینهٔ ترک سیگار در جهان به شمار می‌رود.

## زندگی
آلن کار ۲ سپتامبر ۱۹۳۴ در پوتنی، لندن متولد شد. او در ۱۸ سالگی سیگار کشیدن را حین انجام خدمات سربازی آغاز کرد. کار در سال ۱۹۵۸ به عنوان حسابدار شروع به کار کرد. سرانجام در ۱۵ ژوئیه ۱۹۸۳ و در سن ۴۸ سالگی، پس از ملاقات با یک هیپنوتیزم-درمانگر، سیگار را ترک کرد. با این حال، این صرفاً هیپنوتیزم‌ درمانی نبود که او را قادر به ترک ساخت - "لحظه ای که از کلینیک خارج شدم و به خانه برگشتم چراغی در ذهنم روشن شد...". دو آگاهی کلیدی وجود داشت که کار را قادر ساخت اواخر همان روز سیگار را برای همیشه ترک کند. اول، هیپنوتیزم-درمانگر به او گفت که سیگار کشیدن "فقط اعتیاد به نیکوتین" است، که کار قبل از آن هرگز به ذهنش خطور نکرده بود، یعنی اینکه او یک معتاد است. دوم، پسرش جان یک کتاب راهنمای پزشکی به او قرض داد که توضیح می‌داد علائم ترک فیزیکی نیکوتین درست مانند احساس «پوچی» و «ناامنی» است. او ادعا می‌کند که این دو یافتهٔ اثرگذار برایش شفاف ساخت که ترک سیگار چقدر آسان است و بنابراین مصمم شد که اشتیاقش را برای توضیح روش خود برای سیگاری‌های دیگر دنبال کند.

## فلسفه
کار می‌آموزد که سیگاری‌ها با کشیدن یک سیگار سرحال نمی‌شوند و سیگار کشیدن صرفاً علائم ترک سیگار قبلی را تسکین می‌دهد و به نوبهٔ خود علائم ترک بیشتری را پس از آخرین پُک ظاهر می‌کند. به این ترتیب اعتیاد به مواد مخدر ادامه پیدا می‌کند. او تأکید کرد که "آرامش" سیگاری‌ها با روشن کردن سیگار، در واقع احساس "بازگشت به حالت عادی" است که افراد غیرسیگاری همیشه تجربه می‌کنند. به طوری که سیگاری‌ها وقتی سیگاری روشن می‌کنند واقعاً سعی می‌کنند به حالتی برسند که مثل افراد غیرسیگاری از زندگی خود لذت ببرند. وی همچنین اظهار داشت که علائم ترک در واقع با شک و ترس در ذهن فرد سیگاریِ سابق ایجاد می‌شود و بنابراین اگر این شک و ترس برطرف شود، ترک سیگار آنطور که معمولاً تصور می‌شود آسیب‌زا نیست.
در کلینیک آلن کار در طول جلسات ترک سیگار، افراد اجازه دارند به سیگار کشیدن ادامه دهند، در حالی که تردیدها و ترس‌های آنان برطرف شده است، با هدف تشویق و توسعهٔ ذهنیت یک فرد غیر‌سیگاری قبل از خاموش شدن آخرین سیگار. دلیل دیگرِ این مجاز بودن، اعتقاد آلن کار است که قانع کردن یک فرد سیگاری برای ترک سیگار تا زمانی که مکانیسم "تلهٔ نیکوتین" را درک نکند دشوار خواهد بود. به این دلیل که توجه آنها کاهش می یابد در حالی که همچنان معتقدند ترک کردن سیگار آسیب‌زا و بسیار دشوار است و همچنان این باور را حفظ می کنند که به نیکوتین وابسته هستند.
ادعای دیگر منحصر به فرد در روش کار این است که برای ترک سیگار نیازی به اراده نیست!
استدلال او این بود که ترس از «ترک کردن» چیزی است که باعث می‌شود اکثر سیگاری‌ها به سیگار کشیدن ادامه دهند، در نتیجه تداوم توهم لذت واقعی سیگار را به عنوان یک توجیه اخلاقی برای پوچ بودن ذاتی سیگار در مواجهه با مشکلات پزشکی و علمی طاقت‌فرسا ضروری می‌کند. در عوض، او سیگاری‌ها را تشویق می‌کند که به ترک سیگار فکر کنند، نه به عنوان ترک، بلکه به عنوان «رهایی».

## راه اسان
کار در سال 1983 شغل حسابداری خود را ترک کرد و اولین کلینیک Easyway خود را راه اندازی کرد. (او در واقع سیگار را ترک کرد و روش خود را از برنامه‌ای به نام «زندگی رایگان برای سیگاری‌ها» که توسط InControl International Inc در بیمارستان‌های سراسر ایالات متحده ارائه می‌شد الگوبرداری کرد. او ده کتاب نوشت که در جدول رتبه‌بندی کتاب‌های منتخب به عنوان پرفروش‌ترین کتاب‌ها ظاهر شدند، از جمله اولین و معروف‌ترین کتابش، راه آسان ترک سیگار (1985).[نیازمند منبع] 
موفقیت کلینیک اصلی لندن، با روش شفاهی و مشاورهٔ مستقیم، منجر به ایجاد شبکه ای جهانی از 100 کلینیک Easyway در 35 کشور به همراه تولید سی دی و دی وی دی شده است.

Easyway Allen Carr از طریق دو کارآزمایی تصادفی‌سازی و کنترل‌شده از نظر بالینی اثبات شده است. در سال 2020، یک کارآزمایی بالینی تصادفی‌سازی‌شده در بریتانیا، راه آسان آلن کار را، اگر نگوییم بهتر، به خوبیِ برنامه استاندارد طلایی NHS که از NRT و پشتیبانی روان‌شناختی 1-1 استفاده می‌کند، نشان داد [5] و در سال 2018 یک کارآزمایی ایرلندی نشان داد که راه آسان‌ آلن کار روش‌ نسبتاً خوبی است. دو برابر موثرتر از سایر روش های ترک سیگار موجود در خدمات سلامت عمومی.[6] بر اساس ضمانت بازگشت کامل وجه (که مستلزم دو جلسه پشتیبانی بدون بازپرداخت هزینه سفر است)، کلینیک‌های Carr ادعا می‌کنند که نرخ موفقیت آنها 90 درصد در کمک به ترک سیگار به مدت سه ماه و 51 درصد [7] درصد موفقیت در کمک به ترک سیگار به مدت 12 ماه است. حامیان مشهور آن شامل ریچارد برانسون، آنتونی هاپکینز، اشتون کوچر، الن دی جنرس، نیکی گلسر، کریسی هایند، مایکل مک اینتایر، پینک، جیسون مراز، شارلوت چرچ و هریتیک روشن هستند که به تلاش‌های سازمان برای گسترش تجاری کمک می کند.[8]
کلینیک‌های آلن کار توسط درمانگران/ تسهیل کننده‌هایی اداره می‌شوند که زمانی سیگاری بوده‌اند و از روش کار برای ترک سیگار استفاده کرده‌اند. همهٔ درمانگران/تسهیل کننده‌ها اعضای انجمنی هستند که توسط سازمان Easyway Allen Carr، اعضای انجمن بین المللی درمانگران آلن کار (MAACTI) ایجاد شده است، و عضویت نشان می دهد که درمانگر/تسهیل کننده استخدام دقیق و فرآیند جامع آموزش و توسعه را تکمیل کرده است. قبل از اینکه هر کسی بتواند به عنوان یک درمانگر/تسهیل کننده Easyway Allen Carr شروع به کار کند، لازم است این کار را تحت مجوز Allen Carr's Easyway (International) Ltd یا Allen Carr's Easyway (US) Ltd انجام دهند. آلن کار همچنین تعدادی کتاب دیگر در مورد موضوعاتی مانند کاهش وزن، توقف مصرف الکل و غلبه بر ترس از پرواز نوشت. او همراه با دوستان نزدیک، تحت حمایت‌ها و نویسندگان همکارش، رابین هیلی (رئیس، ایزی‌وی آلن کار) و جان سی دیسی (مدیرعامل جهانی و درمانگر ارشد آسان‌راه آلن کار)، کتاب‌هایی نوشت که با قمار، بدهی/خرج‌های ناخواسته سروکار داشتند. اعتیاد به شکر، خوردن عاطفی، تمرکز حواس، اعتیاد به فناوری/تلفن هوشمند، اعتیاد به کافئین، الکل، کوکائین، حشیش، شکر و کربوهیدرات و ذهن آگاهی از سایر موضوعاتی است که کلینیک‌های آلن کار خدماتی در ارتباط با آنها ارائه می‌دهند.
در سال 2020، تخمین زده شد که روش ایزی وی آلن کار به بیش از 50 میلیون نفر در سراسر جهان کمک کرده است.[9][10] در سال 2021، ایزی وی آلن کار به کمپین جهانی یک سالهٔ سازمان بهداشت جهانی برای روز جهانی بدون دخانیات در سال 2021 کمک کرد.[11]

## زندگی شخصی
اواخر جولای ۲۰۰۶ و در ۷۱ سالگی مشخص شد که او به سرطان ریه مبتلا شده است. یک ماه بعد او فاش کرد که در مرحلهٔ پایانی بیماری است و امید به زندگی او حدود ۹ ماه است. کار گفت: «از زمانی که آخرین سیگارم را دود کردم یعنی ۲۳ سال پیش، خوشحال‌ترین مرد جهان بودم. امروز هم همین احساس را دارم». کار نامه‌ای به تونی بلر نوشت و از دولت بریتانیا و NHS خواست روش او را بپذیرند و گفت که "نفوذ قدرتمند" لابی‌گرانی که برای شرکت‌های جایگزین نیکوتین کار می‌کردند، آنها را علیه او برانگیخته است. آلن کار در ۷۲ سالگی به علت سرطان ریه در خانهٔ خود در Benalmádena، در غرب مالاگا، اسپانیا درگذشت.[14][15][16]
کار با دوستان و همکاران قدیمی خود رابین هیلی و جان سی دیسی همکاری نزدیک داشت و مسئولیت ادامهٔ کار خود، توسعه روشی برای پوشش هر چه بیشتر اعتیادها و مسائل را به آنها واگذار کرد[17] (به ترتیب رئیس و مدیر عامل جهانی راه آسان آلن کار). 
با اصرار ناشران بین‌المللی، جان سی دیسی با اکراه به خود اجازه می‌دهد که به عنوان یکی از نویسندگان کتاب‌های آلن کار معرفی شود، اما به وضوح می‌گوید: «من بسیار لذت می‌برم که هر گونه تمجید از کتاب‌ها (به درستی) را به آلن کار معطوف کنم. من بسیار خوش شانس بودم که از سال 1998 با او کار کردم و این افتخار را داشتم که او از من بخواهد تا کارش را ادامه دهم."

## انتشارات برگزیده

### نیکوتین
- راه آسان برای ترک سیگار (1985)
- تنها راه برای ترک سیگار برای همیشه
- راه آسان آلن کار برای زنان برای ترک سیگار
- کتاب کوچک ترک سیگار
- راه آسان مصور برای ترک سیگار
- آلن کار چگونه یک غیر سیگاری شاد باشیم
- آلن کار Easyway Express
- بوت کمپ ترک سیگار آلن کار
- راه آسان آلن کار برای ترک سیگار
- مربی من برای ترک سیگار با آلن کار (Nintendo DS، 2008)
- راه آسان آلن کار برای ترک سیگار (به روزترین نسخه روش)

### الکل
- راه آسان برای ترک نوشیدن
- راه آسان آلن کار برای کنترل الکل
- پرخوری / تغذیه ناسالم
- آسان وزن آلن کار برای کاهش وزن
- آلن کار اکنون وزن کم می کند
- شکر خوب آلن کار، شکر بد
- راه آسان آلن کار برای ترک خوردن احساسی
- ترس از پرواز
- راه آسان برای لذت بردن از پرواز
- نگرانی / اضطراب
- راه آسان برای توقف نگرانی

### متفرقه
- Burning Ambition: داستان الهام بخش تلاش یک مرد برای درمان دنیای سیگار
- راه آسان آلن کار برای توقف قمار
- آلن کار اکنون از بدهی خارج شوید
- تلفن هوشمند آلن کار تلفن گنگ: خود را از اعتیاد دیجیتال رها کنید
- راه آسان آلن کار برای ذهن آگاهی
- راه آسان آلن کار برای خواب بهتر
- راه آسان آلن کار برای ترک کوکائین
- راه آسان آلن کار برای ترک حشیش